# Crypturellus berlepschi
Crypturellus berlepschi là một loài chim trong họ Tinamidae.